# Neu!
Neu! va ser un duet alemany de rock experimental format per Michael Rother (guitarra) i Klaus Dinger (bateria) que sovint és considerat un dels grups més importants i influents de l'escena krautrock, tot i que no va ser gaire popular mentre va existir. Neu! va destacar per l'ús del ritme motorik, característic del krautrock, i per les melodies minimalistes.
El duo es va formar el 1971 a Düsseldorf, Alemanya occidental, quan Dinger i Rother van abandonar el grup Kraftwerk. L'àlbum homònim de debut, Neu!, va ser editat el 1972 i va ser el primer dels tres treballs que el grup va publicar abans de separar-se el 1975. Després de la dissolució, els dos integrants es van dedicar a altres projectes, com Harmonia, La Düsseldorf i La! Neu?, però van tornar a treballar junts a mitjan anys 80 en l'enregistrament de Neu! 4, que es va editar el 1995.
En els seus tres primers àlbums, el duo va treballar amb el reconegut productor musical alemany Konrad (o Conny) Plank, que va influir considerablement en el so del grup. En el darrer d'aquests àlbums, Neu! 75, també hi van participar Thomas Dinger, germà de Klaus, i Hans Lampe a la bateria. Durant la gira alemanya de presentació del 1972, el duo va rebre la col·laboració d'Eberhard Kranemann i Uli Trepte, tots dos integrants de Guru Guru, un altre grup de l'escena krautrock.
La música de Neu! és considerada una influència important en gèneres com el postrock, la música electrònica, la música industrial, el noise i el rock experimental. No obstant això, els seus àlbums van estar fora de mercat durant molt de temps, fins que van ser reeditats en CD l'any 2001 pels segells Astralwerks, EMI Electrola i Grönland, segons el país.

## Història

### Inicis i àlbum de debut (1971-1972)
Klaus Dinger i Michael Rother (ambdós multi-instrumentistes) van formar part de Kraftwerk, un altre grup d'art rock important de Düsseldorf. Anteriorment, però, ja havien format part d'altres grups alemanys influenciats pel rock dels anys 60; Rother havia estat guitarrista de Spirits Of Sound i Dinger bateria de The No i The Smash. En l'àlbum de debut de Kraftwerk, Dinger ja va tocar la bateria, mentre que Rother no va entrar en contacte amb el grup fins després de la publicació d'aquest àlbum, quan un músic amic el va convidar a tocar-hi. A causa de les desavinences amb Florian Schneider, que els havia reclutat quan Ralf Hütter havia deixat el grup temporalment el 1971, tots dos van abandonar la formació per crear Neu! amb el productor de Kraftwerk Conny Plank, que havia treballat amb artistes com Marlene Dietrich.
Les contribucions de Plank van ser vitals en el so del grup, ja que va fer de mediador entre els caràcters de Dinger i Rother. La personalitat de Dinger ha estat descrita com a agressiva i propera "als aspectes més desafiadors de la contracultura", i alguns consideren que la seva música era caòtica i dramàtica. D'altra banda, Rother preferia un so més melòdic que es relacionava amb una manera més harmoniosa de veure el món. Ell mateix va fer referència a aquest contrast de personalitats en una entrevista en què va parlar sobre com, en algunes presentacions en viu, Dinger es feia talls tocant la bateria, i fins i tot arribava a esquitxar sang: "L'audiència estava molt impressionada per aquesta interpretació radical i extàtica. Mai no vaig sentir la necessitat d'aquesta classe de performance i sempre vaig intentar comunicar-me només amb la música". Dinger, en canvi, considerava que Rother era "de pensament molt convencional i tradicional".
El primer àlbum del grup va ser l'homònim Neu!, que van gravar durant quatre dies el desembre de 1971 a l'estudi de Plank a Hamburg i va ser editat l'any següent. Neu! barrejava elements d'ambient: guitarres abrasives, atmosferes industrials, sons d'aigua, sorolls diversos i el ritme motorik, característic de l'escena, un terme que, de fet, Dinger va rebutjar, ja que ell preferia anomenar-lo compàs apatxe. El discjòquei anglès John Peel, una de les persones que més va promocionar els grups de krautrock, va difondre la primera cançó de l'àlbum, "Halogallo", de 10 minuts de durada, al seu programa de ràdio. Aquest instrumental destaca per l'ús del ritme motorik i és considerada una de les cançons més representatives del grup. Neu! va vendre al voltant de 30.000 còpies a Alemanya.

### Dos àlbums i dues separacions (1973-1975)

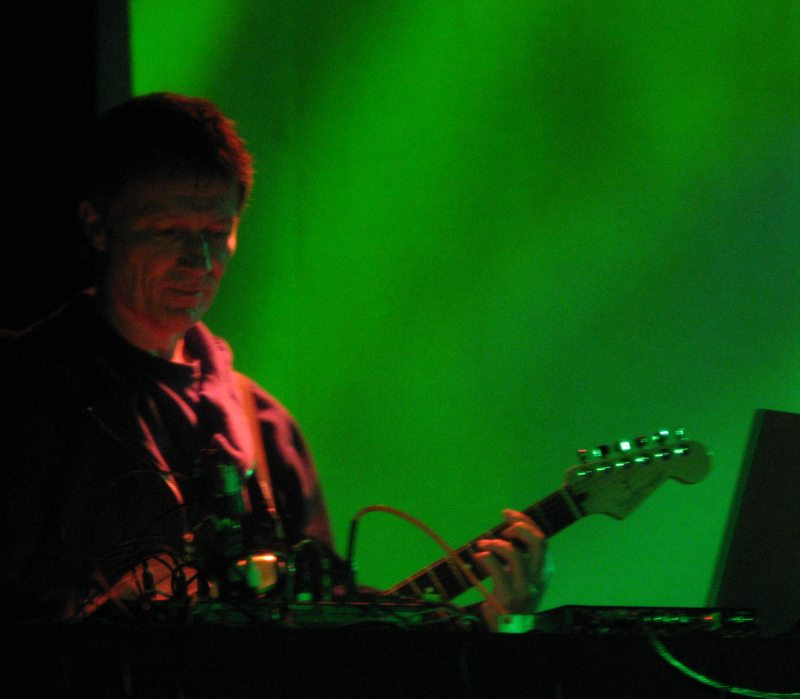
Michael Rother en una presentació en viu amb Dieter Moebius

El segon àlbum del grup va ser titulat Neu! 2 i es va editar el 1973. L'àlbum va mostrar més clarament el contrast entre el costat més melòdic i el costat més sorollós i experimental del grup. Durant l'enregistrament d'aquest àlbum, el duo es va quedar sense diners i, com que el segell del grup va refusar ajudar-los, van decidir versionar un single que ja havien gravat, "Super"/"Neuschnee", a diferents velocitats i en diferents aparells, i el van convertir en diverses cançons per poder completar la cara B de l'elapé. Segons Dinger, aquesta va ser una "solució pop art a un problema pop", que avui dia és vista per molts crítics com una innovació.
Després de l'enregistrament d'aquest àlbum, el duo es va separar temporalment a causa de desavinences personals i dificultats econòmiques afegides al problema amb el segell, a més de no aconseguir reproduir el so d'estudi en viu. Durant aquest període Rother va formar Harmonia juntament amb Dieter Moebius i Hans-Joachim Roedelius, que conformaven el duo Cluster, amb els quals va editar dos àlbums. Dinger, d'altra banda, va formar un nou grup anomenat La Düsseldorf.
Dinger i Rother van tornar a treballar junts a Neu! 75, que va ser editat el 1975. La primera cara de l'àlbum es caracteritzava per presentar un so proper a l'ambient, més relacionat amb la visió de Rother. La segona cara representava més clarament la personalitat de Dinger, amb cançons protopunk abrasives com "After Eight" i "Hero" i s'hi pot destacar la col·laboració del germà de Dinger (Thomas Dinger) i de Hans Lampe, tots dos futurs integrants de La Düsseldorf.

### Carreres en solitari i nous projectes (1976-1984)
Després de l'edició de Neu! 75 el grup es va separar. Klaus Dinger relaciona la separació amb el fet que ell preferia viure a la ciutat, mentre que Rother odiava la vida urbana i va decidir anar-se'n a viure al camp. Els germans Dinger i Hans Lampe es van dedicar al projecte de La Düsseldorf i van editar tres àlbums. Durant els anys posteriors a la dissolució del grup el 1983, Dinger va formar tres nous grups: Klaus Dinger & Rheinita Bella Düsseldorf, Die Engel des Herrn i La! Neu?.
Rother, per la seva banda, va seguir treballant amb Harmonia, que va gravar l'àlbum Tracks and Traces amb Brian Eno el 1976, tot i que no es va editar fins al 1997. Posteriorment, va iniciar una carrera en solitari. El primer àlbum d'aquesta nova etapa va sortir el 1977 i es va titular Flammende Herzen. Per a l'enregistrament de diversos dels seus primers àlbums, Rother va tenir la col·laboració de Plank com a productor i de Jaki Liebezeit de Can a la bateria. Rother va editar un total de set àlbums entre 1977 i 1987.

### Breu retrobament i nous treballs (1985-2000)
El duo es va retrobar entre l'octubre de 1985 i l'abril de 1986 per gravar Neu! 4, que va sortir al mercat aproximadament deu anys després. Igual que Neu! 2, aquest àlbum contenia remescles d'algunes cançons i, segons el crític Jason Ankeny, anticipava la música electrònica dels anys 90. El productor Conny Plank va morir l'any 1987. Aquell mateix any, Rother va editar Traumreisen, que va ser la darrera publicació de material original fins al 1996. Entre el 1988 i el 1992, Rother va treballar en dos àlbums que mai no va completar. Aquest material va ser usat com a pista addicional en les reedicions de les seves publicacions anteriors i en el compilat Radio: Musik von Michael Rother, de 1993.
Neu! 4 va ser publicat el 1995, quan Dinger va donar la cinta, sense el permís de Rother, a un segell japonès anomenat Captain Trip. Dinger mateix no va quedar satisfet amb l'àlbum i sostenia que és una publicació semioficial. El 1996, aquest mateix segell també va publicar, novament sense el permís de Rother, '72 Live!, també conegut com a '72 Live! in Düsseldorf o Neu! '72 Live! in Düsseldorf, a més a més d'un assaig amb Eberhard Kranemann al baix i altres projectes de Dinger.
Durant aquell mateix any, Rother va tornar a editar un treball en solitari titulat Esperanza, el seu primer elapé de material original en nou anys. Paral·lelament, Dinger va formar un altre grup anomenat La! Neu?: el nom feia referència tant a La Düsseldorf com a Neu!. Aquesta agrupació va editar un seguit d'àlbums, incloent-hi àlbums d'estudi i presentacions en viu, entre el 1996 i el 1999.

### Resolució de conflictes i rellançaments (2001-actualitat)
Els tres primers àlbums del grup van estar fora d'impressió durant molts anys a causa de conflictes legals i desacords entre Dinger, Rother i Christa Fast, l'hereva de Plank. Durant els anys 80, aquests àlbums circulaven només com a bootlegs, editats principalment per un segell anomenat Germanofon. Van ser reeditats oficialment en CD el 2001, amb l'ajuda de l'actor alemany Herbert Grönemeyer i el seu segell discogràfic Grönland. Els àlbums també van ser editats per Astralwerks i EMI Electrola. Segons Dinger, Polygram havia intentat publicar els àlbums del grup en CD amb anterioritat sense tenir-ne els drets. També va ser el 2001 que es va publicar un DVD d'una actuació artística del 1971, al programa televisiu Beat-Club, de la cançó "Rueckstossgondoliero" de Kraftwerk, formació integrada per Florian Schneider, Dinger i Rother.

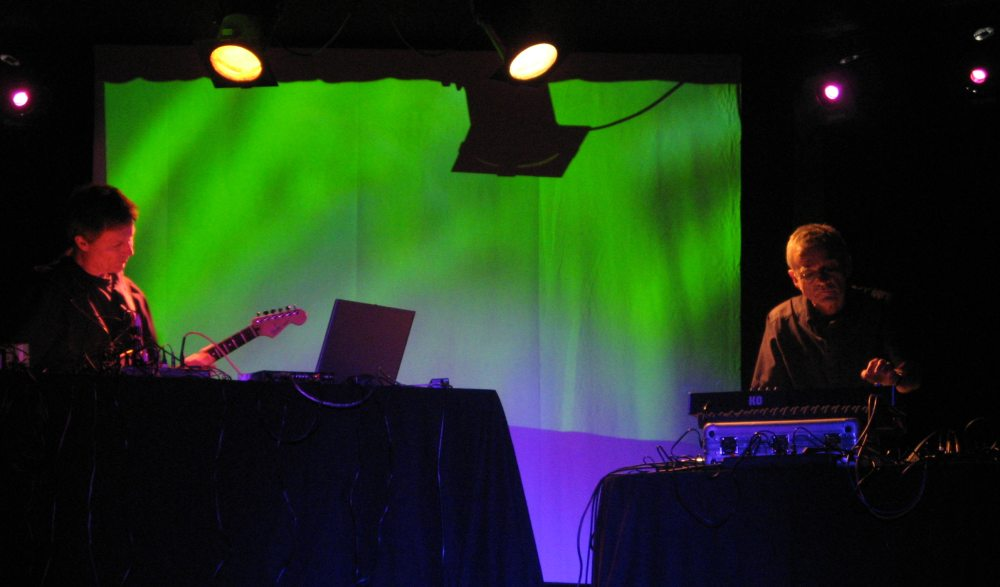
Michael Rother i Dieter Moebius en viu el 2007

Ocasionalment, Rother va fer gires amb Dieter Moebius i va continuar editant una gran quantitat de treballs en solitari, a més a més de tocar amb artistes com els Red Hot Chili Peppers i Secret Machines. En una entrevista de l'any 1998, Dinger va dir que estava interessat en la possibilitat de treballar en un nou àlbum amb Rother. Per la seva banda, Rother va suggerir l'any 2001 que si bé encara existia una possibilitat que Neu! tornés a ajuntar-se, era poc probable a causa de les discrepàncies amb Dinger. Tanmateix, va afirmar que li interessava veure si tots dos podien aportar alguna cosa "nova i convincent" al llegat del grup.
Thomas, el germà de Dinger, va morir l'any 2002, després d'haver editat una sèrie d'àlbums a finals dels anys 90 amb un grup anomenat 1-A Düsseldorf i Klaus Dinger va morir el 20 març del 2008, quatre dies abans de fer 62 anys. Rother encara segueix actiu en l'escena muscial europea.

## Estil
La música de Neu! es va caracteritzar per l'ús del ritme motorik, que Brian Eno va denominar "Neu!-beat", en cançons com "Hallogallo", "Isi" i "Für Immer". El terme motorik fa referència a un so mecànic i a causa d'aquestes connotacions Dinger, creador d'aquest compàs, rebutjava el terme. El ritme ha estat comparat, fins i tot per Dinger, que l'anomenava compàs apatxe, amb la sensació de viatjar en automòbil. El terme també ha estat usat per referir-se a cançons anteriors de Can i a treballs posteriors de Kraftwerk, com ara Autobahn. Segons el crític Simon Reynolds, Neu! va reduir les distàncies entre els ritmes del rock i de la música disco. Tim Gane, un dels fundadors de Stereolab, un grup influenciat per Neu!, sosté que "les cançons més llargues del grup són molt més a prop de la naturalesa del house i el techno que no pas del rock de guitarres".
La formació barrejava un ritme repetitiu de bateria amb guitarres distorsionades i minimalistes. Una gran part del material que el grup va editar és instrumental. En el segon àlbum del grup, Neu! 2, el duo va remesclar dos temes a diferents velocitats. En diverses cançons va usar efectes d'aigua, sorolls, crits i manipulacions de cinta. Els temes que componen la cara B de Neu! 75, com ara "After Eight" i "Hero", són considerats antecessors del punk, mentre que "Lilac Engel", del segon àlbum, ha estat comparat amb el garage rock de The Velvet Underground i The Stooges. Segons una nota de The Guardian, el grup es destaca pels contrastos entre "soroll i silenci, agressió i calma, patró i interrupció".
El nom del grup, suggerit per un amic de Dinger relacionat amb el món de la publicitat, significa "nou" i està influenciat pel pop art, ja que "Neu!" és un eslògan comú a la publicitat alemanya. L'estètica de les cobertes dels àlbums, on simplement apareixia la paraula NEU! i amb un estil de presentació que aparentava ser un muntatge realitzat a correcuita, va anticipar el treball de dissenyadors de l'era punk influenciats per la Internacional Situacionista, com ara Jamie Reid.

## Impacte
Neu! ha influenciat molts artistes i gèneres posteriors. La música del grup és considerada influent en gèneres com el noise, el rock experimental, el punk, el postpunk, la música electrònica, la música d'ambient, la música industrial i el postrock. Els principals artistes influenciats per Neu! són: Sonic Youth, Stereolab, Pere Ubu, Joy Division, David Bowie, Public Image Limited, Tortoise, Oasis, The Fall, Julian Cope, Cabaret Voltaire, Brian Eno, Squarepusher, Mouse On Mars, Mission of Burma, Ultravox, Negativland, Labradford i Cul de Sac. Julian Cope esmenta el grup en el seu llibre Krautrocksampler: One Head's Guide to the Great Kosmische Musik.1968 Onwards, i en una ocasió va sostenir que després d'escoltar "Hallogallo" la seva actitud cap a la música va canviar completament. Stereolab ha utilitzat el ritme motorik en cançons com ara "Jenny Ondioline" i "Metronomic Underground". Ciccone Youth, un projecte de Sonic Youth i el baixista de The Minutemen Mike Watt, va editar el 1988 un àlbum titulat The Whitey Album, que inclou una cançó titulada "Two Cool Rock Chicks Listening To Neu".
David Bowie va revelar que volia que Michael Rother toqués la guitarra durant l'enregistrament de la seva Trilogia de Berlín, composta pels àlbums Low, Heroes i Lodger, la qual cosa demostra la forta influència del grup. No obstant això, aquesta col·laboració no es va produir. En una entrevista, Rother va dir que havia llegit en una revista una nota en què Bowie sostenia que Rother havia declinat la proposta de treballar plegats. Rother ho va negar i va afirmar que possiblement els representants o la companyia discogràfica de Bowie s'hi havien oposat a causa de la tendència experimental de Rother, per por que això influenciés la direcció de Bowie, que estava venent menys discos.
La idea de remesclar dues cançons a Neu! 2 és considerada pionera en l'estil de molts artistes que utilitzen errors com a eines compositives de la tècnica de la remix i d'alguns subgèneres de la música electrònica, com ara el glitch. El ritme motorik que va caracteritzar el grup, d'altra banda, ha estat comparat amb els ritmes electrònics dels anys 90. Les cançons de la cara B de Neu! 75, com ara "Hero", són considerades pioneres del punk rock.
El guitarrista John Frusciante, més conegut per haver tocat amb els Red Hot Chili Peppers, considera Neu! com a inspiració per als seus treballs en solitari, i ha afirmat en diverses entrevistes que la seva forma de tocar la guitarra va ser influenciada per l'estil de Rother. Després d'un concert dels Red Hot Chili Peppers a Hamburg, el grup, sense Anthony Kiedis, va allargar la seva presentació amb la presència de Rother.
El nom del grup Negativland prové d'una cançó de l'àlbum de debut de Neu! i el nom del seu segell discogràfic, Seeland, és també el nom d'una cançó del duo. El grup japonès Polysics va editar un àlbum titulat "Neu" i segons la ressenya que en va fer Pitchfork, el grup ja havia demostrat influències del duo en treballs anteriors.
El 1998 es va editar A Homage to NEU!, un àlbum de versions de cançons del grup per part d'artistes com ara System 7, Autechre, The Legendary Pink Dots, Khan, James Plotkin i Dead Voices on Air. Aquest àlbum va ser editat per Cleopatra Records i conté una cançó nova de Rother titulada "Neutronics 98", un tribut al difunt productor del grup, Conny Plank.
L'any 2003 el director nord-americà Quentin Tarantino va utilitzar una cançó de Neu! 2, "Super 16", en la primera part de la saga Kill Bill i en la resta de la banda sonora. La mateixa cançó ja havia aparegut, el 1975, juntament amb "Super", del mateix àlbum, a la banda sonora de la pel·lícula Du bi quan wang da po xue di zi, del director japonès Yu Wang, la qual també inclou música d'altres formacions alemanyes de l'època, com ara Kraftwerk i Tangerine Dream.

## Discografia
Elapés
- Neu! (1972)
- Neu! 2 (1973)
- Neu! 75 (1975)
- Neu! 4 (1995)
- '72 Live! in Düsseldorf (1996, disc gravat en directe)

Compilacions 
- 2 Originals Of Neu! (1977)
- Black Forest Gateau (1982)

Senzill
- "Super" / "Neuschnee" (1972)